# 李涤尘
李涤尘（1964年7月—），西安交通大学机械制造系统工程国家重点实验室主任、教授。入选中华人民共和国教育部第八批"长江学者"特聘教授、国家教育部骨干青年教师计划，曾就读于原洛阳工学院材料热处理专业。